# Denise Mahoutin Degbedji
Denise Mahoutin Degbedji est une femme politique béninoise née le 13 juin 1971 à Porto-Novo. Elle est élue députée du Bénin lors des élections législatives du 08 janvier 2023.

## Biographie

### Jeunesse et parcours
Denise Mahoutin Degbedji nait le 13 juin 1971 à Porto-Novo. Elle est administratrice de commerce. Avant  son élection; elle siégeait au conseil d'administration de  l'Agence de Promotion des Investissements et des Exportations (APlEx) en tant que représentante du ministère béninois du commerce. 
Lors des élections du 08 janvier 2023; elle est élue députée dans la 20e circonscription électorale au titre de l’Union Progressiste pour le Renouveau,,,.